# Архангел Михаил (Костенец)
Вижте пояснителната страница за други значения на Свети архангел Михаил.
„Свети Архангел Михаил“ е българска православна църква в село Костенец, област София, намираща се на улица „Патриарх Евтимий“ № 2А. Храмът е най-големият по размери в Ихтиманска духовна околия.

## История
Построена е на мястото на стара, вкопана в земята църква, посветена на Свети Николай. Строежът на настоящата църква започва през 1854 година от майстор Стоян Пещерлията, представител на строително-архитектурната школа в Пещера.